# Corina Dietz
Corina Dietz-Heyne (* 25. Oktober 1953) ist eine deutsche Filmeditorin aus München.
Corina Dietz machte Anfang der 1970er Jahre eine Ausbildung im Kopierwerk und danach zur Schnitt-Assistentin. Seit 1975 ist sie als eigenständige Filmeditorin für Film und Fernsehen tätig. Zu ihren Arbeiten gehören Tatort-Episoden oder seit 2021 die Serie Frühling.

## Filmografie (Auswahl)
- 1975: Das Netz
- 1986: Kir Royal (Fernsehserie, 2 Folgen)
- 1986: Meier
- 1992: Probefahrt ins Paradies
- 1992: Die Lok
- 1994: Julie Lescaut (Fernsehserie, 1 Folge)
- 1997: Die Sexfalle
- 1997: Schimanski: Die Schwadron
- 1998: Tatort: Manila
- 1998: Tatort: Bildersturm
- 1999: Heirate mir!
- 1999: Tatort: Martinsfeuer
- 1999: Ich liebe meine Familie, ehrlich
- 2002: Die rote Jacke
- 2002: Das Duo: Totes Erbe
- 2003: Rosenstraße
- 2005: Tatort: Schattenhochzeit
- 2005: Tatort: Schürfwunden
- 2006: Ich bin die Andere
- 2008: Gefühlte XXS – Vollschlank & frisch verliebt
- 2008: Die Entdeckung der Currywurst
- 2008: Vier Tage Toskana
- 2009: Vision – Aus dem Leben der Hildegard von Bingen
- 2010: Wiedersehen mit einem Fremden
- 2011: Die Samenhändlerin
- 2012: Rommel
- 2013: Der Tote im Eis
- 2014: Frauchen und die Deiwelsmilch
- 2015: Das Dorf der Mörder
- 2015: Tatort: Erkläre Chimäre
- seit 2018: Dennstein & Schwarz (Fernsehreihe)
  - 2018: Sterben macht Erben
  - 2019: Pro bono, was sonst!
  - 2020: Rufmord
- 2019: Ein Sommer in Salamanca (Fernsehfilm)
- 2019: Big Manni
- seit 2021: Frühling
  - 2021: Mit Regenschirmen fliegen
  - 2021: Schmetterlingsnebel
  - 2021:  Große kleine Lügen
  - 2021: Ich sehe was, was du nicht siehst
  - 2021: Weihnachtsgrüße aus dem Himmel
  - 2022: Auf den Hund gekommen
  - 2022: Alte Liebe, neue Liebe
  - 2022: Alte Gespenster
  - 2022: Das erste Mal
  - 2022: Eine Handvoll Zeit
  - 2023: Das Mädchen hinter der Tür
  - 2023: Flüsternde Geister
  - 2024: Blick ins Morgen
  - 2024: Mit dem Feind im Bett
  - 2024: Holla, die Waldfee
  - 2025: Das Versteck
  - 2025: Die Mutter, die es nie gab
  - 2025: Ich such dich!
  - 2025: Babyalarm
  - 2025: Wenn du nicht still bist, dann…
  - 2025: Mein Geheimnis, dein Geheimnis
- 2022: Klara Sonntag – Liebe macht blind
- 2022: Familie Bundschuh – Unter Verschluss